# کتیان
کتیان (به عربی: کتیان) یک روستا در سوریه است که در ناحیه تفتناز واقع شده‌است. کتیان ۱٬۸۷۶ نفر جمعیت دارد.